# Градски живот
„Градски живот” је југословенски кратки ТВ филм из 1981. године. Режирао га је Милан Лугомирски а сценарио је написао Симон Симоновић.

## Улоге
| Глумац                | Улога |
| --------------------- | ----- |
| Миодраг Мики Крстовић |       |